# Bénédictine (tartinade)
Pour les articles homonymes, voir Bénédictine (homonymie).
La pâte à tartiner bénédictine ou bénédictine est une pâte à tartiner à base de concombres et de fromage à la crème,,.
Inventée vers le début du XXe siècle, elle était à l'origine et est encore utilisée pour faire des sandwichs au concombre. Ces dernières années, elle a été utilisée comme sauce ou associée avec de la viande dans un sandwich,. Cette pâte à tartiner peut être achetée dans certaines épiceries de la région de Louisville. 

## Histoire
La bénédictine a été inventée vers le début du XXe siècle par Jennie Carter Benedict, traiteuse, restauratrice et auteure de livres de cuisine à Louisville, Kentucky. Benedict a ouvert une cuisine pour fournir des services de restauration en 1893. En 1900, elle ouvre un restaurant et un salon de thé appelé Benedict's.  C'est probablement pendant sa période de restauration qu'elle a inventé et servi à l'origine la bénédictine. 
Les livres de cuisine de Benedict sont toujours vendus un siècle après leur première publication. Par exemple, son livre de cuisine The Blue Ribbon, qui a été publié pour la première fois en 1902, a été réimprimé de nombreuses fois et plus récemment en 2008. Bien que les premières éditions de ce livre ne contiennent pas la recette de la bénédictine, l'édition la plus récente la contient. 

## Recette
Voici les ingrédients de la recette bénédictine originale utilisés par Benedict, tels que rapportés par le Courier-Journal  de Louisville et NPR, : 
- 225 g de fromage à la crème, ramolli
- 3 cuillères à soupe. de jus de concombre
- 1 cuillère à soupe de jus d'oignon
- 1 c. sel
- Quelques grains de poivre de Cayenne
- 2 gouttes de colorant alimentaire vert

La pâte à tartiner originale est faite en mélangeant soigneusement tous ces ingrédients avec une fourchette,. 
Les variantes modernes de la recette utilisent du concombre et des oignons râpés ou hachés plutôt que du jus, ainsi que de l'aneth et des ingrédients à tartiner courants. Elles utilisent également beaucoup moins de sel,. 

## Voir également
- Pimento cheese
- Tzatziki
- Cuisine du Kentucky (en)
- Histoire de Louisville, Kentucky
- Liste des trempettes communes
- Liste des sandwichs